# Frederick W. Brock
Frederick W. Brock   (Zúric, 4 de desembre de 1899 - Stowe, 1 d'agost de 1972) fou un optometrista i precursor de la teràpia visual, inventor de diversos dispositius de teràpia visual i especialment el cordó de Brock. L'interès de Frederick W. Brock per corregir les deficiències visuals associades a les desviacions de l'ull el condueix a trencar el llarg i estès consens mèdic al voltant de l'esteropsis, segons el qual, la visió binocular no es pot adquirir a l'edat adulta i només resulta possible en edats primerenques. La neurocientífica americana Susan R. Barry atribueix a Brock un rol central en el desenvolupament de la pràctica visual que permet als individus adults que presenten una patologia ocular associada a l'estrabisme la recuperació de la visió binocular. El descobriment de Brock representa un canvi de paradigma que posa de manifest la neuroplasticitat del sistema visual de l'adult.

## Mètode de treball
Frederick Brock va fer moltes contribucions a la teràpia visual, concentrant-se en el diagnòstic i entrenament per a la recuperació de les disfuncions visuals associades a la binocularitat.
Brock proposava als seus pacients un entrenament amb imatges estereoscòpiques. La primera etapa del tractament de Brock consistia en determinar en quin punt els pacients obtenien una visió binocular (en funció del grau de desviació observat). A partir d'aquí, Brock determinava el "punt d'atac" a partir del qual intentava ampliar el camp de les posicions de l'ull en què aquest activava la funció binocular.

## Influència
Els mètodes de Brock han estat àmpliament estesos a la pràctica de la teràpia visual.
La terapeuta visual Theresa Ruggiero va utilitzar els mètodes de Brock per desenvolupar un model de teràpia visual que permet la recuperació de la estereopsis. La seva teràpia ha estat descrita per Susan Barry, una de les seves pacients. Eduard Puncet, economista, perodista, politic, escriptor i divulgador cientific, va entrevistar Susan Barry a la seva emissio a RTVE "Redes".

## Vida personal
Nascut a Suïssa l'any 1899, la seva llengua materna és l'alemany si bé tota la seva producció científica és en anglès. Brock emigra als Estats Units l'any 1921 a l'edat de 22 anys. és precisament aquesta emigració que li fa fer una analogia entre l'adaptació a una nova llengua i la transició mental que necessita practicar una persona estràbica per corregir la seva deficiència visual. Ell mateix va experimentar la teràpia visual ja que patia diplopia de manera intermitent. Va exercir la major part de la seva carrera professional a Nova York.
Brock va publicar més que 100 articles, manuals, monografies i notes de lectura.
El premi Frederick W. Brock per a l'excel·lència en Teràpia visual s'atorga en honor seu.

## Altres publicacions
- M.H. Birnbaum , 8-1981, p. 667–670.
- Frederick W. Brock; Isadore Givner AMA Arch Ophthalmol, 47, 6-1952, pàg. 775–786. DOI: 10.1001/archopht.1952.01700030794008. PMID: 14923035.
- Frederick W. Brock Clinical and Experimental Optometry, 27, 1944, pàg. 30–36. DOI: 10.1111/j.1444-0938.1944.tb03185.x.
- ., publicació en línia, 2011.
- Treballs per o sobre Frederick W. Brock en biblioteques (catàleg WorldCat) (anglès)